# Карелія (історична фінська провінція)

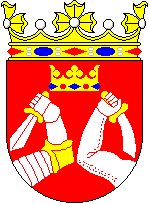
Історичний герб Карелії

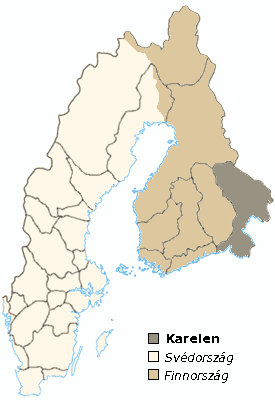
Території фінської провінції Карелія у складі Шведського королівства з 1617 до 1809 роки
Провінція Карелія
Шведська Фінляндія

Території фінської провінції Карелія
На території сучасної Фінляндії
На території сучасної РФ

Каре́лія (карел. і фін. Karjala, швед. Karelen) — історична провінція Фінляндії, частину якої після поразки у Зимовій війні 1939–40 років Фінляндія передала Радянському Союзу. До фінських карелів належать нинішні мешканці Північної та Південної Карелії та всі евакуйовані з переданих територій, що вижили. Сучасна фінська Карелія налічує 315 000 жителів. Понад 400 000 евакуйованих з переданих територій переселилися в різні частини Фінляндії.
Фінська Карелія історично потрапила під західний вплив, релігійно та політично, і поступово відокремилася від Східної Карелії, де з Середньовіччя панували Новгород та держави-наступниці. У Середньовіччя ці землі були найсхіднішою історичною провінцією Фінляндії, що протягом 600 років існувала у складі Швеції. Частина історичної території розселення карелів.